# Ambrosius Volland

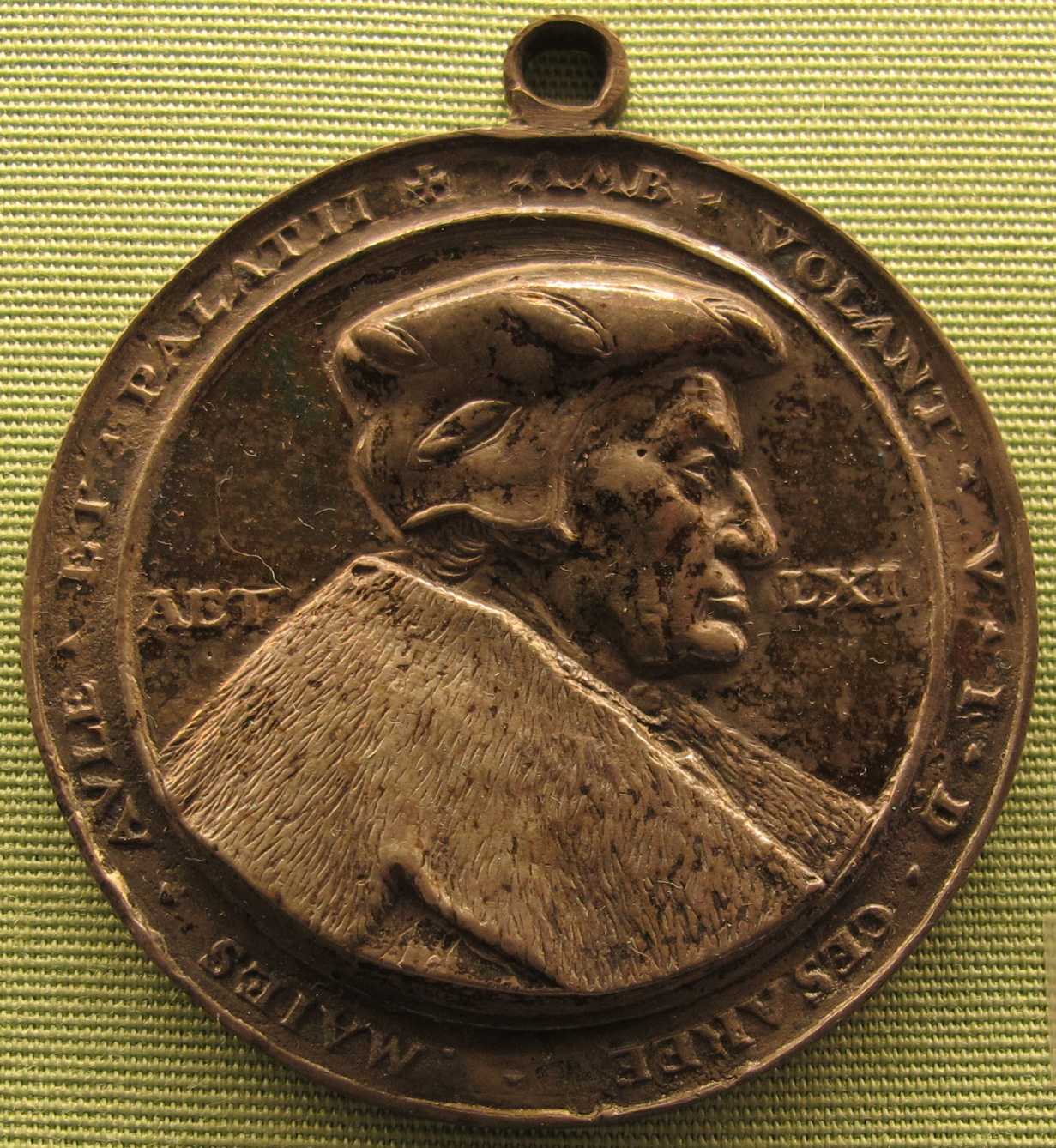
Ambrosius Volant auf einer Medaille von Weidlitz (1533)

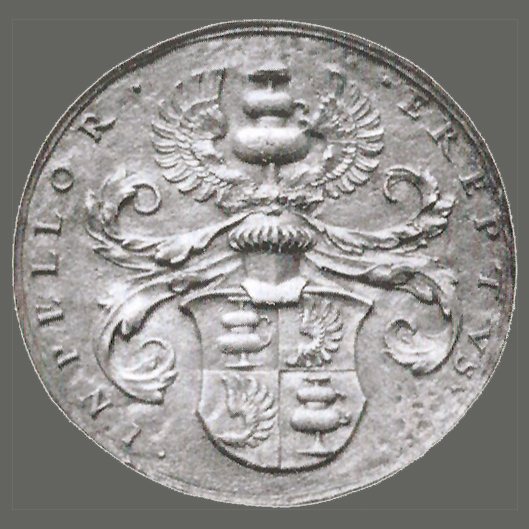
Medaille mit gebessertem Wappen von Ambrosius Volland (Quelle: StadtA M)

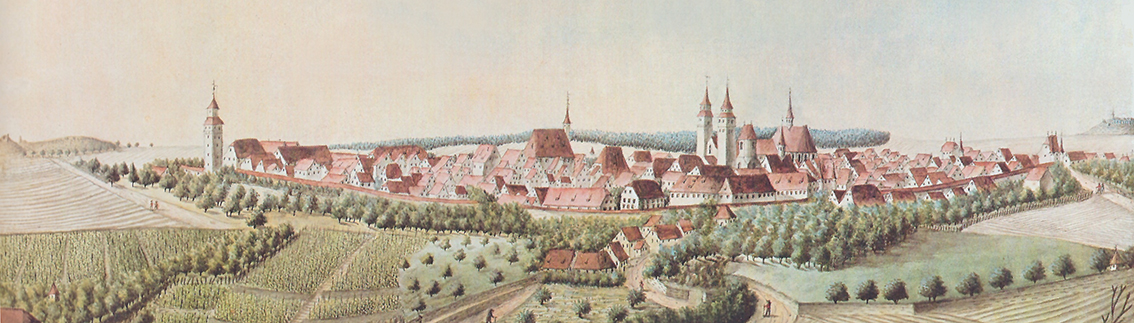
Stadtsilhouette von Vollands Heimatstadt Grüningen (Markgröningen)

Ambrosius Volland (* um 1468 in Grüningen; † 4. Juni 1551 in Stuttgart) war ein deutscher Gelehrter beider Rechte, der von einer geistlich-wissenschaftlichen Laufbahn in die Politik wechselte und als gefürchteter Kanzler Herzog Ulrichs von Württemberg in die Geschichte und Literatur einging. Während seiner Verbannung von 1519 bis 1551 war er Rat im Dienste des Erzbischofs von Salzburg und des württembergischen Prinzen Christoph, der unter Aufsicht des habsburgischen Kaisers Karl V. stand.
Im Unterschied zu seiner Familie schrieb sich der vom Kaiser 1530 in den Reichsadel erhobene Ambrosius „Volant“. Damit suggerierte er eine Herleitung seines Namens von volare (Latein für fliegen) und trat so der damals naheliegenden Herleitung von Fahland (= Teufel) entgegen.

## Herkunft und Ausbildung

### Familiärer Hintergrund
Ambrosius Volland wurde um 1468 als Sohn des Kaufmanns und Kellers Heinrich Volland II. und dessen Gattin Elisabeth Lyher in der württembergischen Residenz- und Amtsstadt Grüningen (heute Markgröningen) geboren. Die Grüningen hundert Jahre lang dominierende Volland-Sippe gehörte wie die Familien Lyher oder Lamparter, von der sein Amtsvorgänger als württembergischer Kanzler stammte, zu einem kleinen Kreis miteinander verwandter, wohlhabender und zunehmend einflussreicheren Patrizier-Dynastien, die anstelle des Adels sukzessive die wichtigsten Amtsträger des Herzogtums Württemberg stellten. So war bereits sein mütterlicher Großvater Konrad Lyher Vogt in Grüningen und württembergischer Kanzler. Die im damals florierenden Grüningen ansässigen Vollands hatten ebenfalls Ämter als Richter, Keller und Vogt inne, vertraten die Stadt in der Landschaft und waren darüber hinaus auch als erfolgreiche Kaufleute aktiv. So hatte sein Großvater Heinrich Volland I. das weitaus größte, in Württemberg zu versteuernde Vermögen großteils im überregional betriebenen Handel mit Wein, Tuchen, Metall und Korn erworben. Die sogenannten „Fugger Württembergs“ profitierten zudem von Kreditgeschäften – vermutlich auch mit dem hochverschuldeten Landesherrn Ulrich von Württemberg.
Während Ambrosius außerorts Karriere machte, hielt in Grüningen sein jüngerer Bruder Philipp Volland (1472–1537) die Stellung: Der Jurist und Kaufmann war von 1501 bis 1519 Vogt in Grüningen und vertrat die Stadt von 1514 bis 1519 als Landschaftsabgeordneter zu Stuttgart. Mit dem Einmarsch des Schwäbischen Bundes musste auch er 1519 außer Landes flüchten, wurde im Exil Vogt in Pforzheim und nach Herzog Ulrichs Rückkehr 1534 bis 1537 nochmals Vogt in Grüningen.

### Akademischer Werdegang
Ambrosius Volland schloss seine im Wintersemester 1482/1483 an der Universität Tübingen begonnene und 1484 in Heidelberg fortgesetzte Universitätsausbildung nach einem Rechtsstudium in Italien um die Mitte der 1490er-Jahre mit der Promotion zum Doktor im kirchlichen und weltlichen Recht (doctor utriusque iuris) an der Universität Padua ab.
Wegen der geplanten Ehe mit Sibylla Wächter gab er eine für kurze Zeit bekleidete geistliche Stelle in seiner Heimatstadt Grüningen auf und begann eine Tätigkeit in Stuttgart als Advokat oder Prokurator. Seit 2. Februar 1500 stand er in württembergischen Regierungsdiensten und war daneben wohl auch Rechtslehrer an der Universität Tübingen. Hier lernte er Johann von Staupitz kennen, der ihn 1502 als Professor der Rechte an die neu gegründete Universität Wittenberg vermittelte. Spätestens 1504 kehrte er allerdings nach Württemberg zurück.

## Politische Karriere

### Rat und Kanzler am Hof Herzog Ulrichs
Seit 1505 ist Volland in Stuttgart als herzoglicher Rat nachgewiesen, ohne zunächst am württembergischen Hof in Erscheinung zu treten.
Besonders erwähnt wird sein Name 1511 als diensttuender Gesellschaftskavalier bei der ebenso glanzvollen wie verschwenderischen Hochzeit von Herzog Ulrich von Württemberg mit Sabine von Bayern. Als brillanter Jurist und Redner gelangte er danach in immer größere Nähe zum Herzog. Diese war bedroht, als er in einem Gutachten mit anderen herzoglichen Räten am 6. Januar 1515 den Herzog drängte, in den Schwäbischen Bund zurückzukehren und den Tübinger Vertrag von 1514 mit seiner Verpflichtung zu größerer Sparsamkeit zu beachten. Ulrich war darüber so empört, dass Volland auf dessen Linie des Widerstands gegen kaiserliche Forderungen einschwenkte. Ulrich begegnete der kaiserlichen Forderung eines sechsjährigen Regierungs- und Anwesenheitsverzichts mit dem Entschluss, sich der Führer der Ehrbarkeit, d. h. der Repräsentanten der Führungsschicht im Landtag, die seine Absetzung befürwortet hatten, zu entledigen. Einige wurden im November 1516 gefangen genommen, andere, wie der seit 1496 amtierende württembergische Kanzler Gregor Lamparter, konnten außer Landes fliehen. Nachfolger Lamparters im Kanzleramt wurde nun Ambrosius Volland. Er steuerte die Hochverratsverfahren und nutzte die durch Folter erpressten Geständnisse zur Hinrichtung unbequemer, vermeintlich „bündisch“ gesinnter Repräsentanten der Ehrbarkeit – darunter auch die Vögte von Tübingen, Cannstatt und Weinsberg.
Mit der Kanzlerschaft Vollands kam eine andere Fraktion der städtischen Führungsschicht ans Staatsruder. In der Außenpolitik näherte sie sich den Gegnern Habsburgs, innenpolitisch half sie dem Landesherrn bei der Neuordnung des Herzogtums. Ohne die landständische Verfassung anzutasten, wurden die Landtage unter der geschickten Regie Vollands gleichgeschaltet und somit zum gefügigen Werkzeug in der Hand des Herzogs. Mit rücksichtsloser Härte und mit taktischem Geschick manövrierte Volland im Auftrag des Herzogs die ihrer Führer beraubte, österreichisch gesinnte Fraktion der Ehrbarkeit in Württemberg aus. Vollands „Diplomatie“ schüchterte die Landschaft so ein, dass der vom Kaiser mit dem Herzog im Oktober 1516 geschlossene Blaubeurer Vertrag über einen sechsjährigen Regierungs- und Anwesenheitsverzicht Ulrichs nicht vollzogen werden konnte und das in diesem Vertrag vorgesehene Regiment keinen politischen Einfluss erlangte.

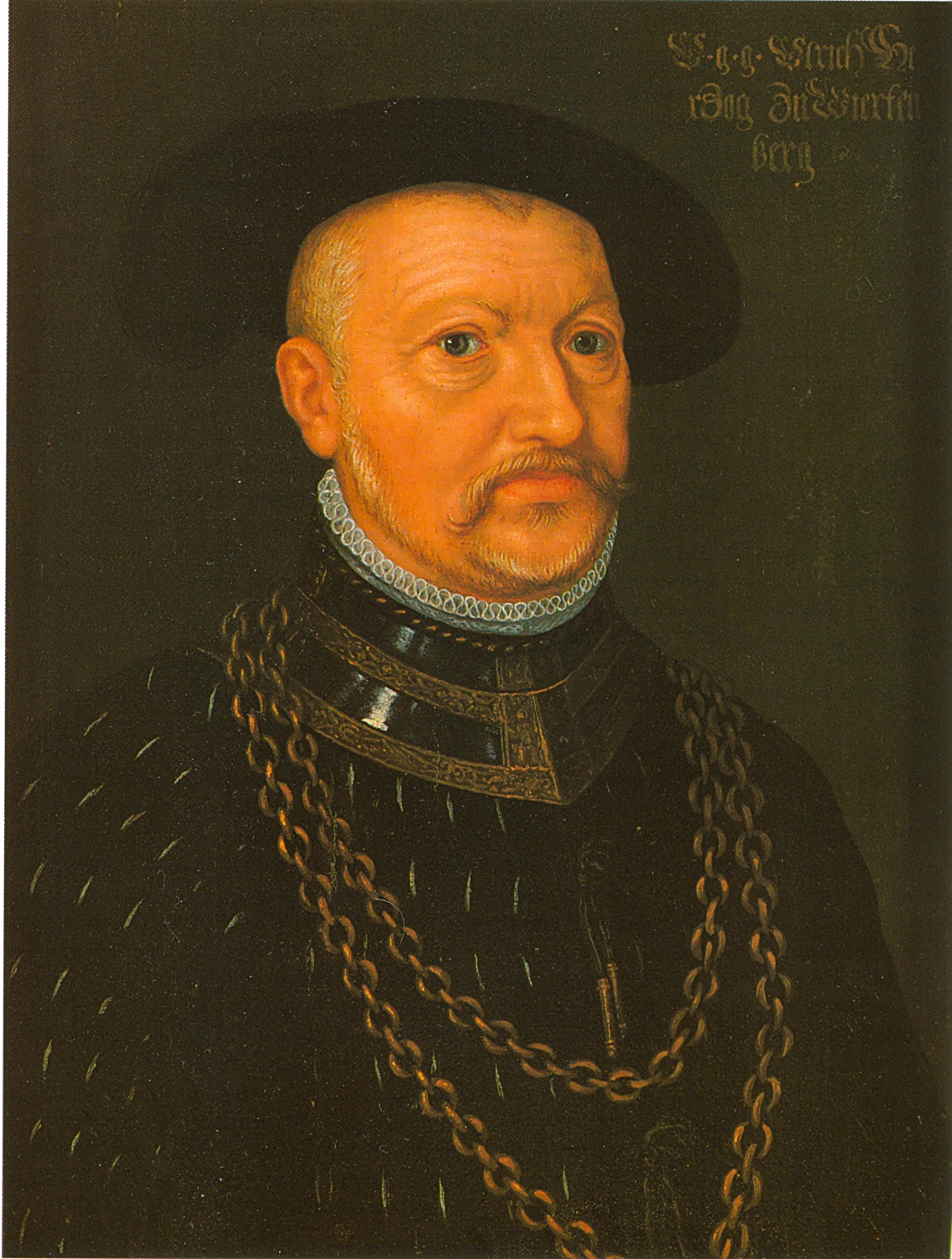
Herzog Ulrich diente Volland als Rat und Kanzler bis im Exil sein Verrat aufflog
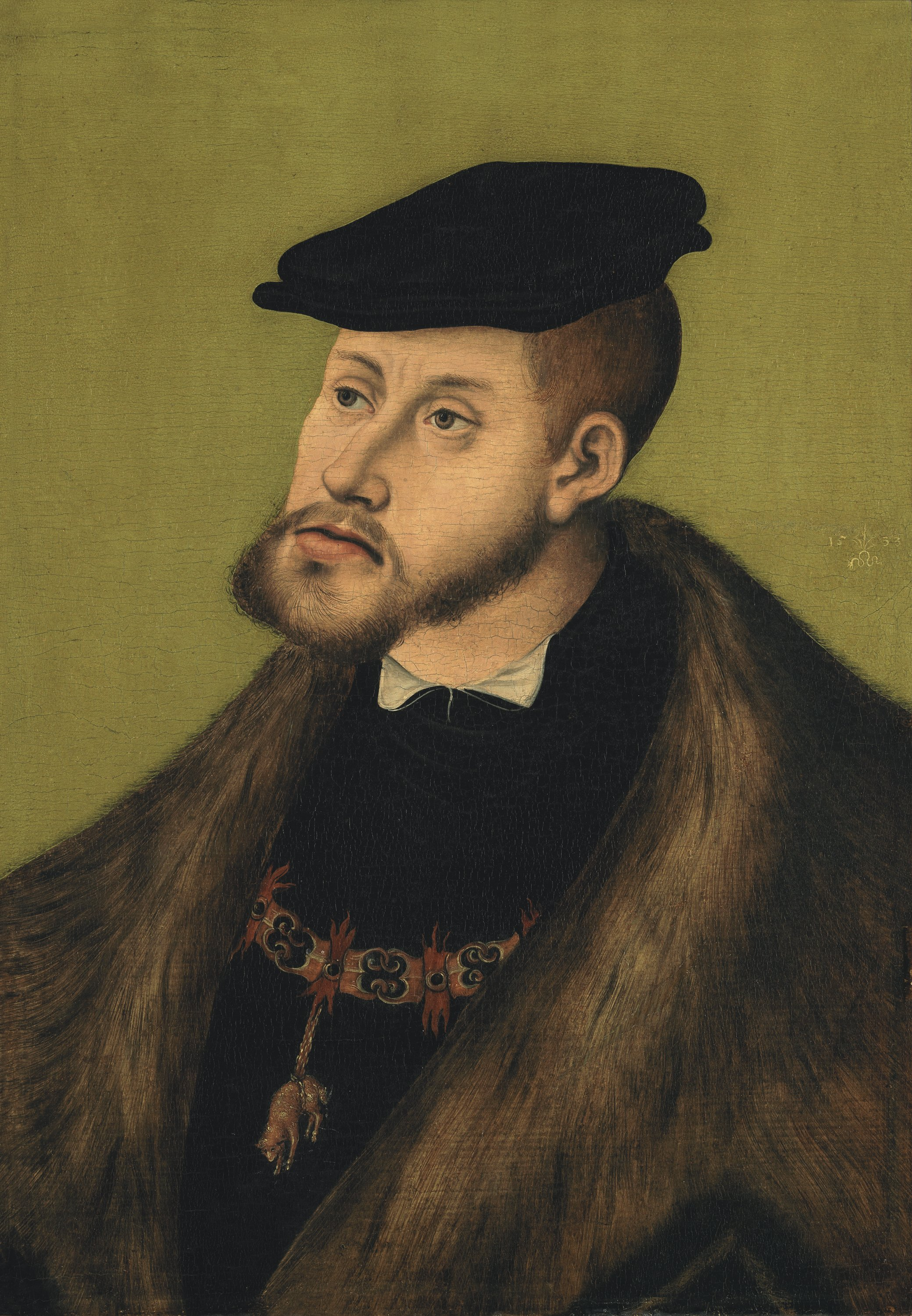
Kaiser Karl V. erhob Volland als kaiserlichen Rat in den Reichsadel mit persönlichem Palatinat
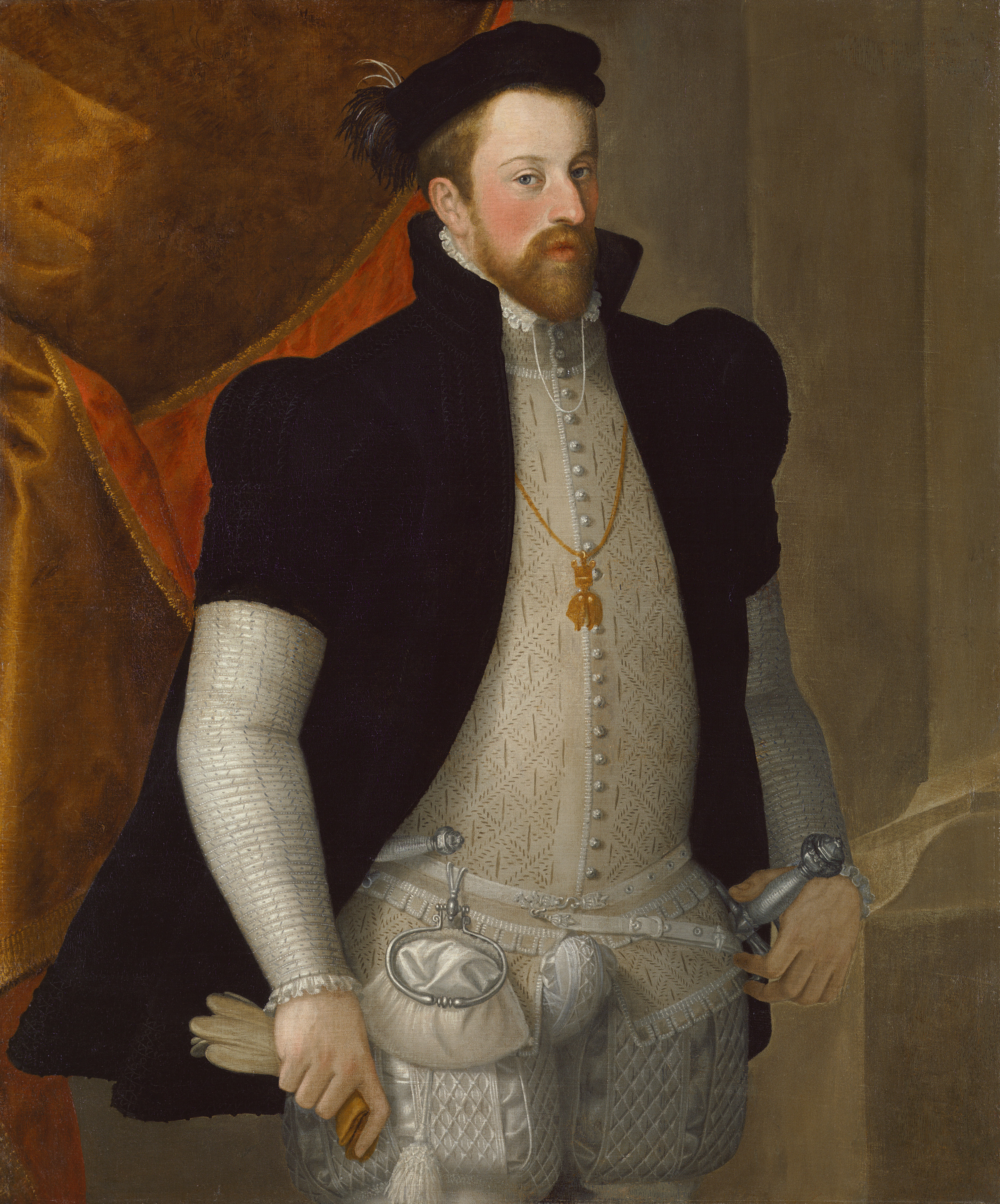
Erzherzog Ferdinand von Österreich herrschte von 1519 bis 1534 auch über Württemberg
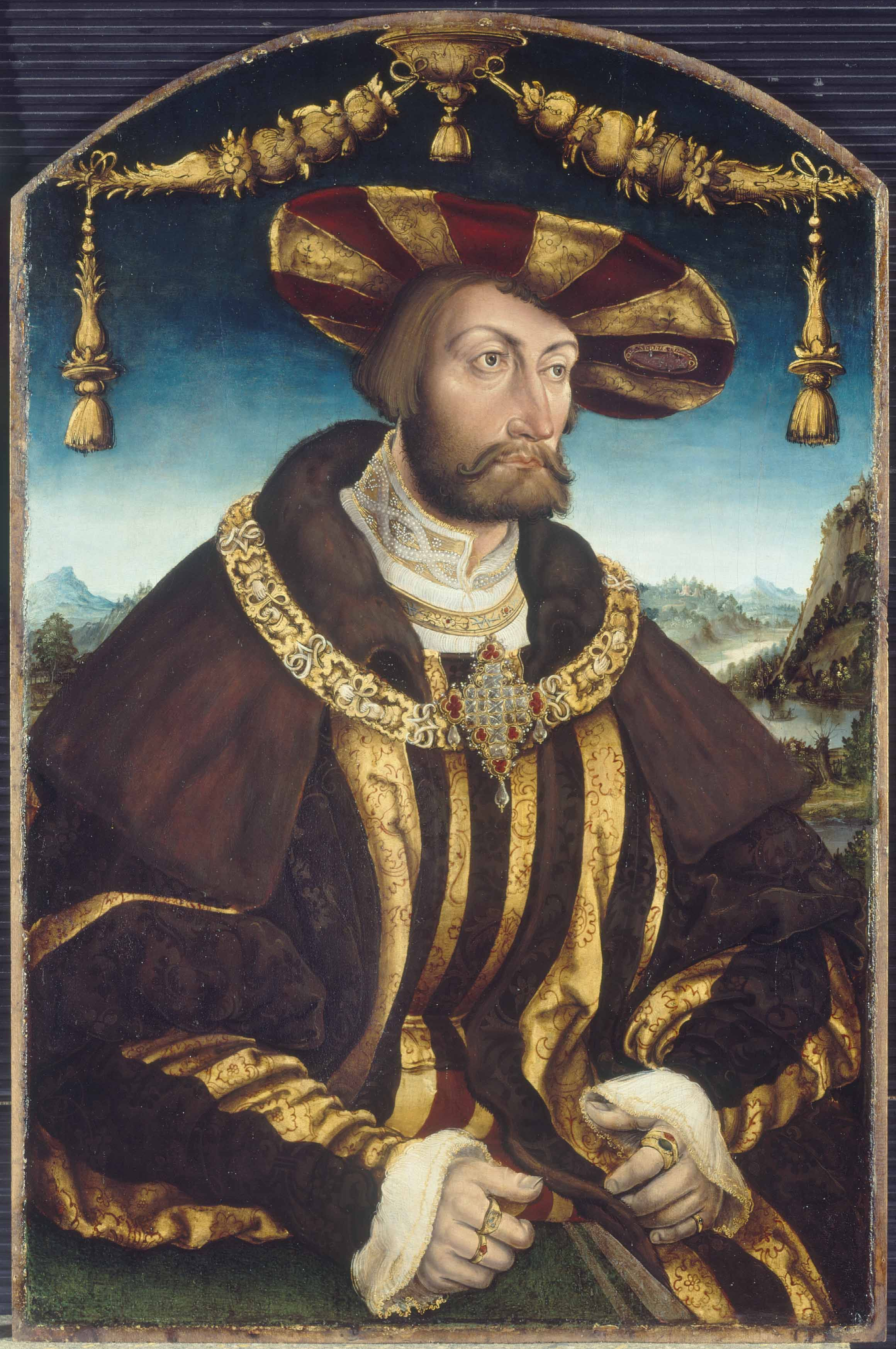
Herzog Wilhelm IV. von Bayern, Schwager Ulrichs und Heerführer des Schwäbischen Bundes
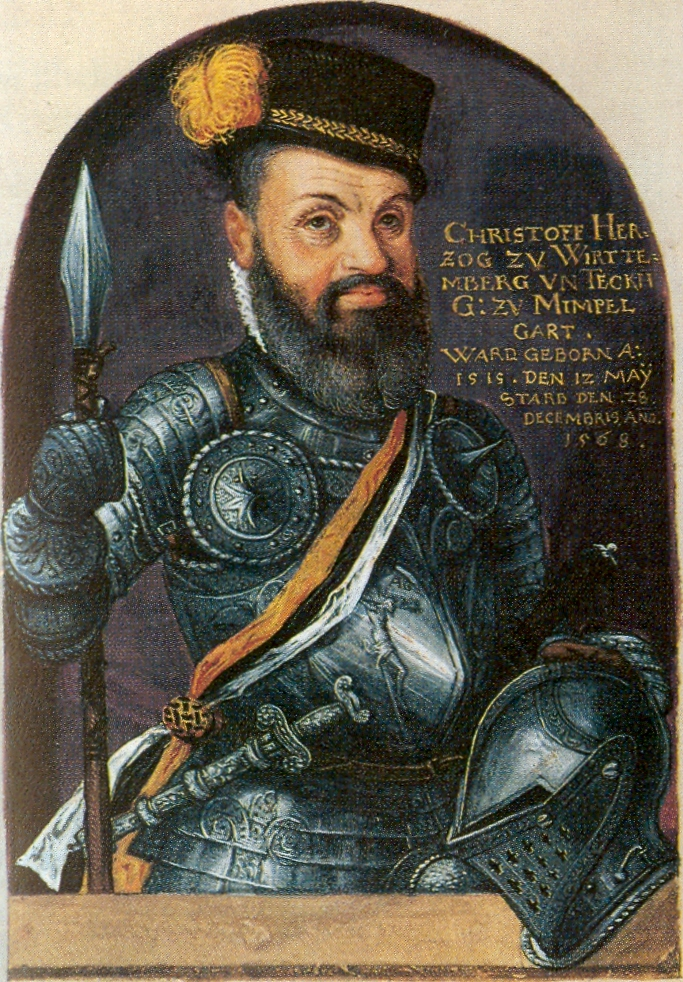
Herzog Christoph beendete 1551 Vollands 32-jährige Verbannung aus Württemberg

### Seitenwechsel im Exil
Als Herzog Ulrich nach dem Tod Kaiser Maximilians I. am 12. Januar 1519 das Machtvakuum im Reich genutzt hatte, die Reichsstadt Reutlingen, ein Mitglied des Schwäbischen Bundes, gewaltsam zu annektieren, und daraufhin vom Schwäbischen Bund aus Württemberg vertrieben wurde, musste Volland dem Herzog außer Landes folgen, allerdings nicht ohne seine Schäfchen ins Trockene zu bringen: So versprach er 1519 Herzog Wilhelm IV. von Bayern als Truppenbefehlshaber des Bundesheers schriftlich, ihm nach dessen Einmarsch in Württemberg Möglichkeiten zur Einnahme des Hohenaspergs mitzuteilen, wenn jener seine Grüninger Güter schonen würde. Da dieses Schreiben nachträglich in die Hände Ulrichs geriet, war Volland gezwungen, Ulrich im Sommer 1522 zu verlassen. Der Herzog hat ihm diesen, in habsburgischen Diensten fortgesetzten Verrat nicht mehr verziehen und nach seiner Rückkehr 1534 den Hohenasperg zur modernen Festung ausbauen lassen.
Vom Kloster Schussenried aus versöhnte sich Volland 1522 mit dem Schwäbischen Bund und dem nun in Württemberg regierenden Hause Habsburg und trat 1523 bis 1533 in den Dienst des Salzburger Erzbischofs Matthäus Lang. Seiner politischen Karriere schadete es dabei nicht, dass er als Kanzler Herzog Ulrichs eine antihabsburgische Politik betrieben hatte. 1530 erhielt er von Kaiser Karl V. den Reichsadel mit Wappenbesserung, die Hofpfalzgrafenwürde und den Titel eines kaiserlichen Rates. Nebenher hatte sich Volland mit der Gießtechnik beschäftigt und eine brauchbare Brandkugel erfunden.

### Rückkehr erst nach Herzog Ulrichs Tod
1533 schloss sich der beim bayerischen Hof in Landsberg am Lech situierte Volland im Einvernehmen mit dem Erzbischof von Salzburg dem unter Aufsicht des kaiserlichen Hofs stehenden Prinzen Christoph von Württemberg als Berater an, der ihn nach seinem Regierungsantritt Anfang 1551 nach Stuttgart zurückberief. Allerdings wirkte der Hochbetagte für diesen nicht mehr lange als Rat, da er bereits am 2. Juni dieses Jahres in Stuttgart verstarb. Der von ihm veranlasste Bau einer Neuen Kanzlei wurde darauf abgebrochen, obwohl der erste Stock bereits erstellt war, und die Bauruine als „Stockgebäude“ verspottet. Trotz dieser post mortem erfolgten Entwürdigung erhielt Volland ein Ehrengrab in der Stiftskirche.
Aus seiner ersten Ehe mit Sibylla Wächter, die vor 1533 starb, hinterließ er eine Tochter Margarethe, die Wilhelm von Brand zu Nybling und Brandhausen geheiratet hatte. Aus seiner zweiten Ehe mit Barbara Angst (Hengst) hatte er trotz hohen Alters noch sechs Kinder, die bei seinem Ableben noch nicht volljährig waren und mit ihrer Mutter nach Landsberg zurückkehrten.
Die überlieferte Nachlass-Verteilung belegt in der Verbannung erfolgte Vermögenseinbußen in Grüningen, wo es wegen der 1519 erfolgten Enteignung offenbar nicht mehr viel zu erben gab: Sein „Tochtermann“ Wilhelm von Brand erhielt „für seinen siebenten Theil“ lediglich 100 Gulden und einige „Pretiosen“. Zu verteilen waren neben Vollands Büchern, Haushalts- und Gießereiutensilien drei Hellebarden, drei Jagdgewehre, zwei „Zielbüchsen“, drei Harnische und eine offenbar bemerkenswerte Silbermünze, die einerseits den Papst und andererseits den Teufel zeigte.

## Rezeption
In Wilhelm Hauffs populären Roman Lichtenstein (1826) fand Kanzler Ambrosius Volland Niederschlag als hässlich verzerrte Romanfigur, was den Markgröninger Stadtpfarrer und Historiker Ludwig Friedrich Heyd zum Verfassen einer biographischen Replik veranlasste.